# 빌리 반반
빌리 반반(ビリー・バンバン, Billy BanBan)은 형제로 구성된 2인조 포크 듀오다. 멤버는 스가와라 타카시 (菅原孝, 형)와 스가와라 스스무 (菅原進, 동생)으로 이뤄졌다.
1966년 아오야마 가쿠인 대학 학생이었던 스스무는 친구들과 넷이서 밴드를 결성했으며, 이듬해에 타카시와 스스무, 그리고 나카노 미츠오 (이후 센다 미츠오 せんだみつお로 활동한다.)로 멤버가 변동되었다. 그때부터 아마추어 밴드인데도 실력이 있다고 음악 업계 관계자들에게 소문이 났으며, 당시 히트곡 메이커로 이름을 날리던 하마구치 쿠라노스케 (浜口庫之助)의 귀에도 들어가 그에게 사사받았다. 이 과정에서 그룹은 타카시와 스스무의 2인조가 되었다.
1969년 1월, 빌리 반반은 〈하얀 그네〉(白いブランコ 시로이브란코[*])를 발표하며 데뷔하는데, 이 싱글이 20만 장의 판매고를 올리며 포크 싱어로서 대성공을 거뒀다. 그러나 그 이후의 곡들이 대중의 관심을 끌지 못하며 인기가 사그라든다.
1972년, 니혼 TV 드라마 《3가 4번지》(3丁目4番地)의 주제곡 〈이별을 말하기 위해〉를 발표하는데, 이 싱글이 80만 장의 전에 없던 성공을 거둬버렸고, 처음으로 제23회 NHK 홍백가합전에도 출연할 수 있게 된다. 하지만 당시의 포크 싱어들은 자신들이 발표해 부르던 노래를 본인들 손으로 직접 만드는 풍조가 있었으며, 이 과정에서 아티스트로서 작곡 실력과 자부심이 있었던 동생 스스무와 그에 관대한 편이었던 형 타카시의 성향 차이가 드러나기 시작했다. 결국 이 곡부터 둘 사이에 이견이 생기기 시작해 1976년에 이르러 해산한다. 이후 타카시는 사회자로서, 스스무는 가수와 작곡가를 겸하며 각자의 길을 간다.
해산 후, 빌리 반반의 재결성을 요구하는 팬들의 목소리가 이어져 1984년에 다시 재결성하였다. 현재까지 10년 이상 산와주류 (三和酒類)에서 생산하는 보리 소주 "이이치코"의 광고 삽입곡을 부르고 있다.